# Równo (Główczyce)
Równo (deutsch Rowen, kasch. Rómno) ist ein Dorf in der polnischen Woiwodschaft Pommern. Der Ort gehört zur Gmina Główczyce (Glowitz) im Powiat Słupski (Kreis Stolp).

## Geographische Lage
Równo liegt südwestlich des Leba-Sees (Jeziore Łebsko) inmitten einer Wiesen- und Moorlandschaft. Durch den Ort fließt der Pustinke-Bach (Pustynka) auf dem Wege zur Mündung in den Leba-See.
Von Równo fügt eine Verbindungsstraße über Rumsko (Rumbske) zur Woiwodschaftsstraße 213, die von Słupsk (Stolp) nach Główczyce und weiter über Wicko (Vietzig) und Krokowa (Krockow) bis nach Celbowo (Celbau) im Powiat Pucki (Kreis Putzig) führt.
Bis 1945 bestand über die Station Rumske Anschluss an die Strecke von Stolp nach Dargeröse und Zezenow der Stolper Bahnen. Seither ist eine Bahnanbindung nicht mehr gegeben.

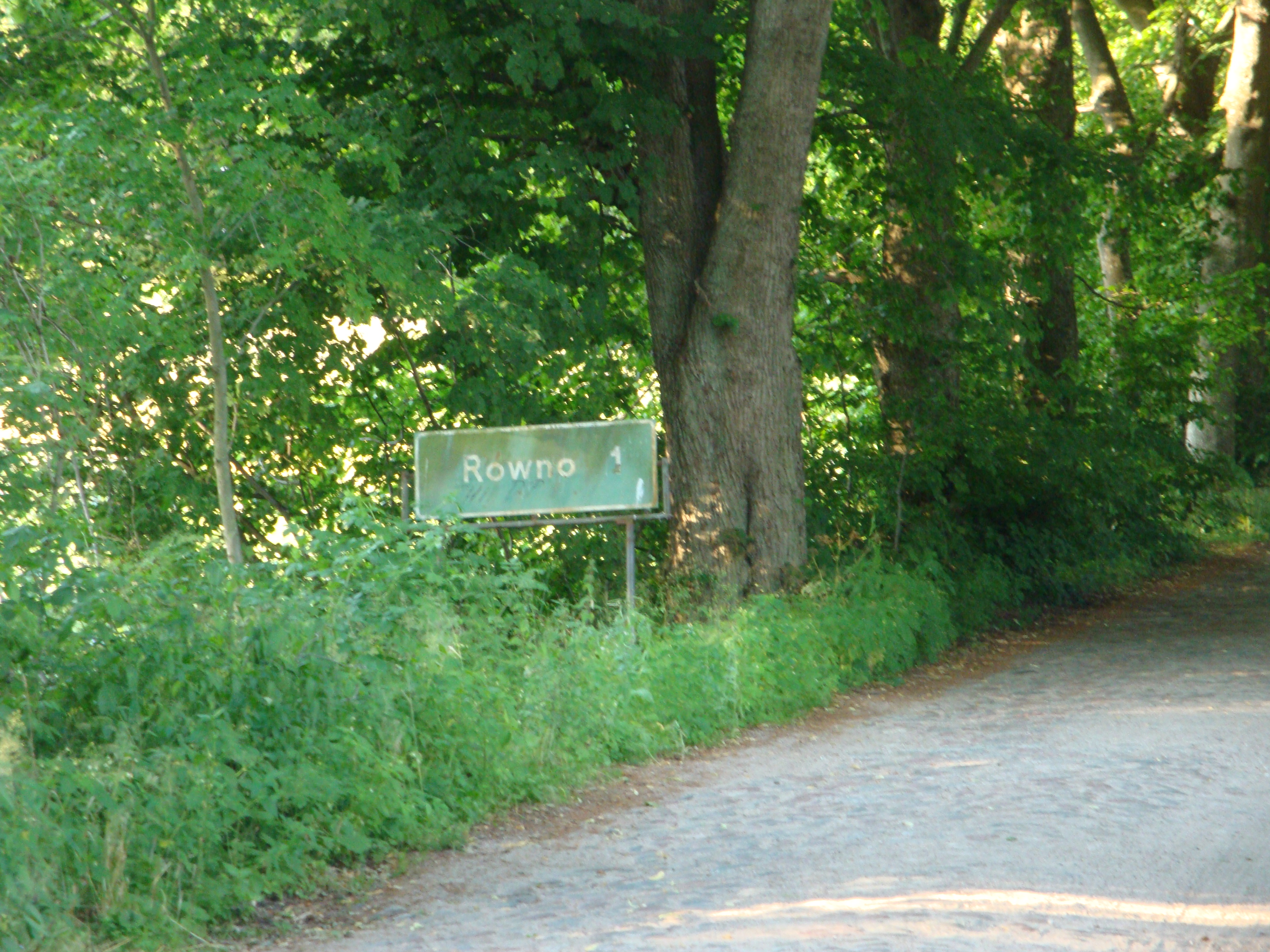
Ortsausgangsschild in Rumsko (Rumbske) mit dem Hinweis „Równo 1 km“

## Ortsname
Die polnische Ortsbezeichnung „Równo“ kommt noch einmal in der Woiwodschaft Westpommern vor. Frühere Namensformen sind: Roune (1282), Rouen (1290), Roeuen (1476) und wie Rouen (1546).

## Geschichte
Der historischen Dorfform nach ist Równo ein kleines Gassendorf. In einer Urkunde von 1282 bestätigt Herzog Mestwin II. von Pommerellen eine Schenkung seines Vaters Swantopolk II. Aus einer Urkunde von 1484 ergibt sich, dass Rowen im Besitz von Pavel Rexin war. Dann wurde Rowen zusammen mit Rumbske (heute polnisch: Rumsko) ein Stojentinisches Lehen. Im 18. Jahrhundert gingen beide Güter auf die Podewils über, 1731 kam Rowen in den Besitz der Familie von Bieberstein.
Um 1784 hatte Rowen ein Vorwerk, fünf Bauern, vier Halbbauern und zwei Kossäten bei insgesamt 23 Haushaltungen. Um 1784 hatte Rowe einen Prediger, einen Küster und 24 königliche Untertanen bei insgesamt 38 Haushaltungen. Damals wurde im Ort überwiegend kaschubisch gesprochen.
1803 erwarben die beiden Brüder Ernst August Christoph Heinrich und Ernst Wilhelm Friedrich Albrecht von Krockow die Rumbker Güter, zu denen auch Rowen gehörte. 1823 gehörten die Güter Otto von Krockow, der das Herrenhaus in Rumbske erbauen ließ. Weitere Besitzer waren: Wilhelm von krockow, der in den Grafenstand erhobene Otto Christoph von der Wickerau († 1928) und dessen Söhne Klaus Wilhelm († 1939), Hans Kaspar († 1941) und Christian von der Wickerau, Grafen von Krockow. Das Rittergut Rowen war zuletzt 753 Hektar groß und hatte 254 Hektar Ackerland.
Im Jahre 1910 lebten in Rowen 303 Menschen. Ihre Zahl sank bis 1933 auf 282 und betrug 1939 noch 263.
Bis 1945 gehörte die Gemeinde Rowen mit den beiden Ortschaften Rowener Vorwerk (heute polnisch: Rówienko) und Teichkaten (Brodzienko) zum Amts- und Standesamtsbezirk Rumbske (Rumsko) im Amtsgerichtsbereich Stolp. Das Dorf lag im Landkreis Stolp im Regierungsbezirk Köslin (Koszalin) in der preußischen Provinz Pommern.
Am 9. März 1945 gegen 13 Uhr wurde Rowen von sowjetischen Truppen besetzt. Es gab keine Kämpfe. Damals lebten mehr als tausend Menschen in dem Dorf, darunter viele Flüchtlinge aus Ost- und Westpreußen. Anfang Juni 1945 nahmen Polen von dem Ort Besitz. Die meisten Ortsbewohner wurden deportiert. Im Jahre 1957 lebten noch etwa 70 Deutsche in dem nun Równo genannten polnischen Ort. Er gehört heute zur Gmina Główczyce im Powiat Słupski in der Woiwodschaft Pommern (1975 bis 1998 Woiwodschaft Stolp).

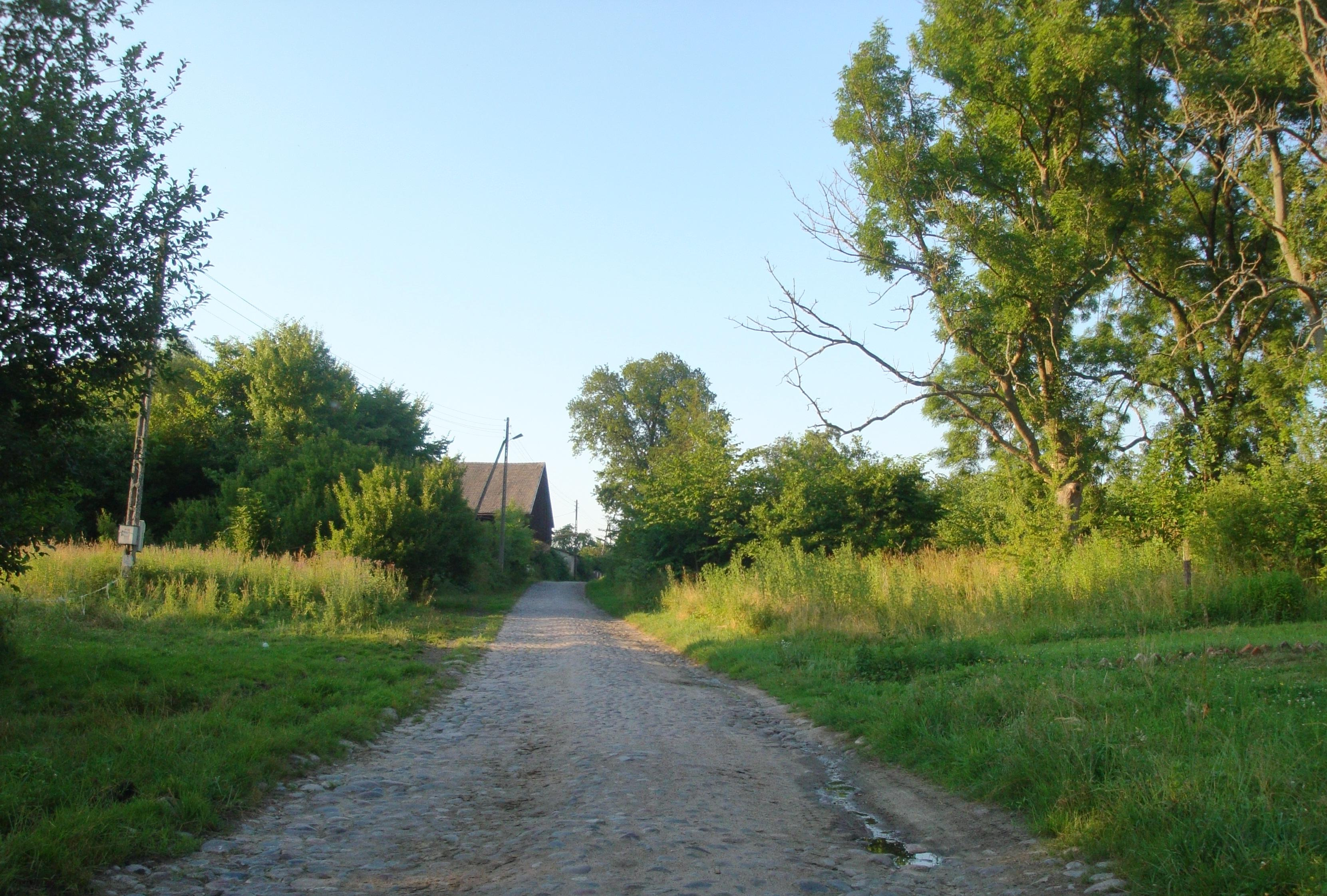
Dorfstraße in Równo (Rowen)

## Kirche
Bis 1945 waren alle Dorfbewohner evangelischer Konfession. Rowen gehörte zum Kirchspiel Glowitz (heute polnisch: Główczyce) im Kirchenkreis Stolp-Altstadt im Ostsprengel der Kirchenprovinz Pommern der Kirche der Altpreußischen Union.
Seit 1945 ist der überwiegende Teil der Bevölkerung von Równo katholisch. Die kirchliche Anbindung ist geblieben: Równo gehört zur Pfarrei (Parafia) Główczyce (Glowitz) im neu gebildeten Dekanat Główczyce im Bistum Pelplin der Katholischen Kirche in Polen. Evangelische Kirchenglieder sind weiterhin zum Kirchdorf Główczyce hin orientiert, das nun aber Filialdorf der Kreuzkirchengemeinde in Słupsk (Stolp) in der Diözese Pommern-Großpolen der Evangelisch-Augsburgischen Kirche in Polen ist.

## Schule
Bis 1945 besuchten die Kinder aus Rowen die Volksschule in Rumbske (heute polnisch: Rumsko).